# オノフレ・ハルパ
オノフレ・ハルパ（Onofre Jarpa Labra、1849年6月12日 – 1940年2月15日）は、チリの画家。風景画を描いた。

## 略歴
メリピージャ県のアルウエ(Alhué)に生まれた。15歳でサンティアゴの美術学校(Academia de Pintura)に入学し、イタリアから招かれた画家のアレサンドロ・チッカレリ(Alessandro Ciccarelli: 1811-1879)やドイツ生まれの、エルンスト・キルヒバッハ(1831-1876)に学び、独自に画塾を開いていたアントニオ・スミス・イリサリにも学んだ。
1875年にサンティアゴで開かれた国際博覧会で入賞し、1881年に奨学金を得て、ヨーロッパに留学した。スペインでフランシスコ・プラディーリャ・オルティスに学び、イタリアでマルコ・カルディーニ(Marco Calderini)に学んだ。カタルーニャのサンタ・マリア・モンセラート修道院も訪れ、パレスティナやレバノンも旅した。
チリに帰国した後、風景画や肖像画を描き、チリやアルゼンチン、フランスやスペインの展覧会に出展するとともに、美術教師として働いた。ハルパが教えた画家には、José Tomás ErrázurizやAlberto Valenzuela Llanos、Eugenio Guzmán Ovalle、Manuel Aspillaga、Gustavo Carrasco。Jorge Délano、Guillermo Olea、Manuel Cerda 、Elena Calvoらがいる 。

## 作品

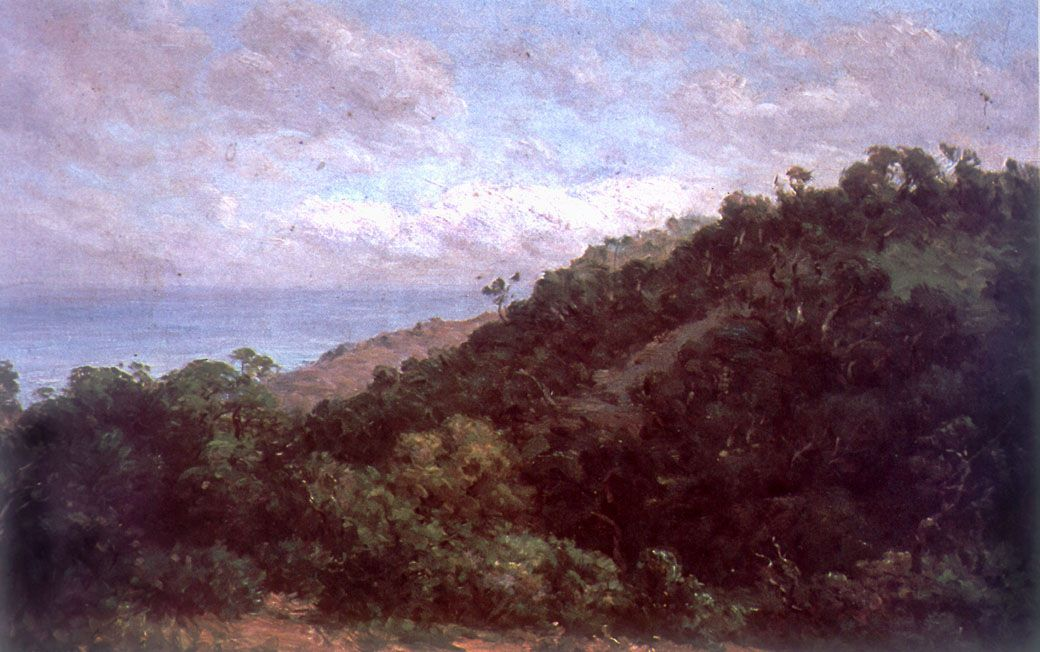
" playa de Tanhume"
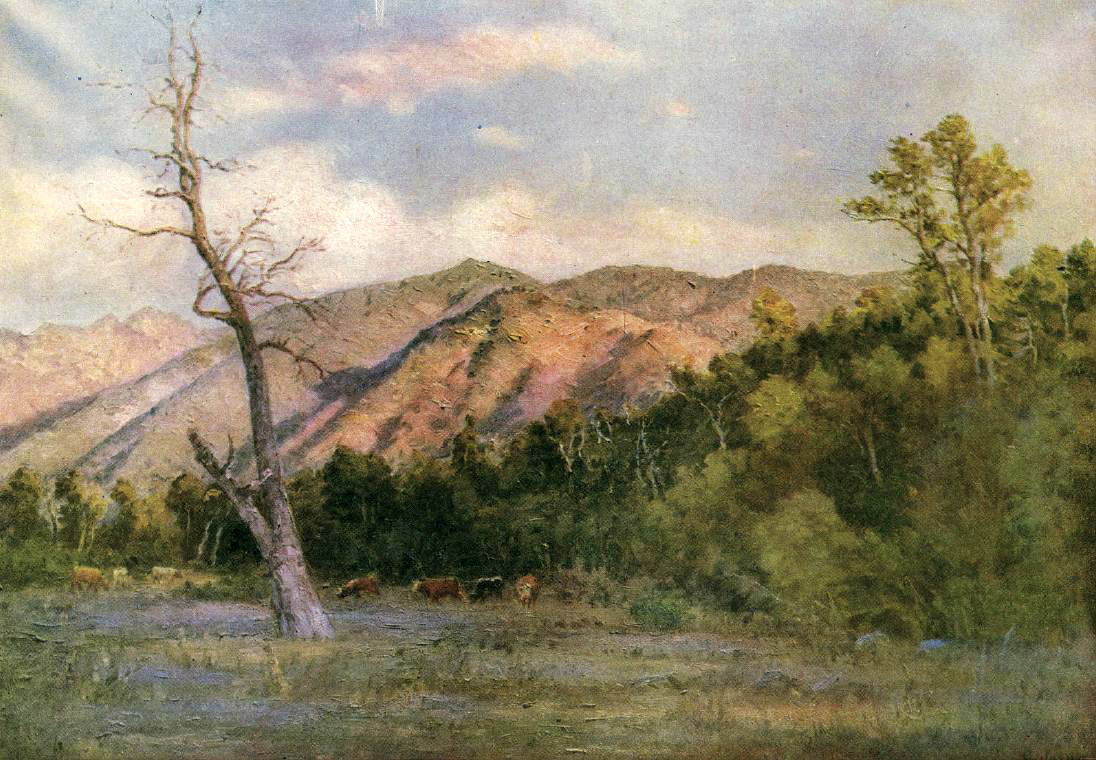
風景画
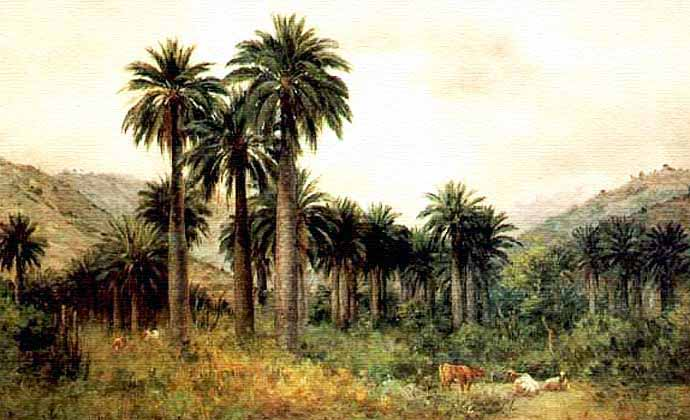
風景画